# Feuerschlößchen

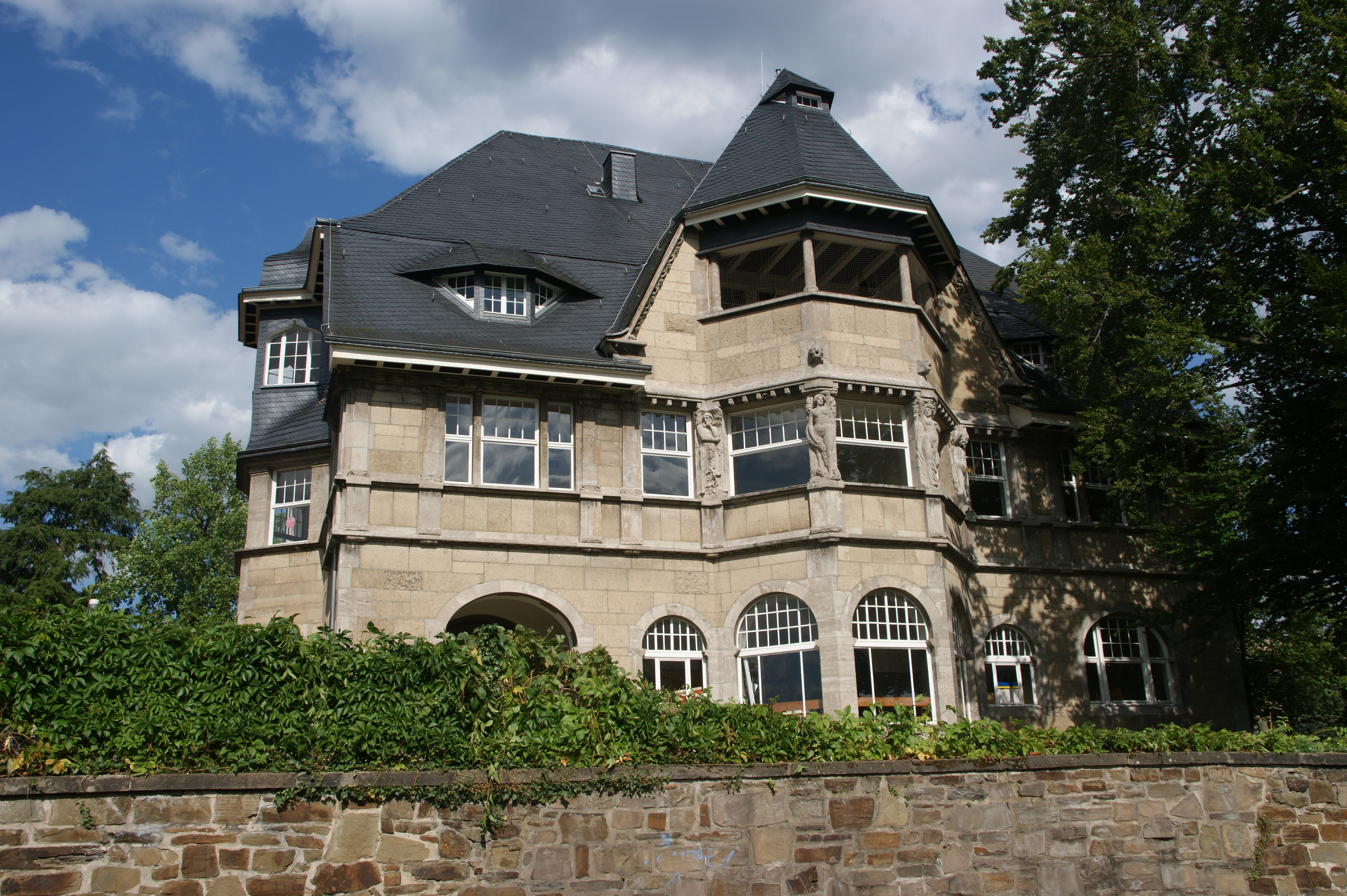
Feuerschlößchen (2009)

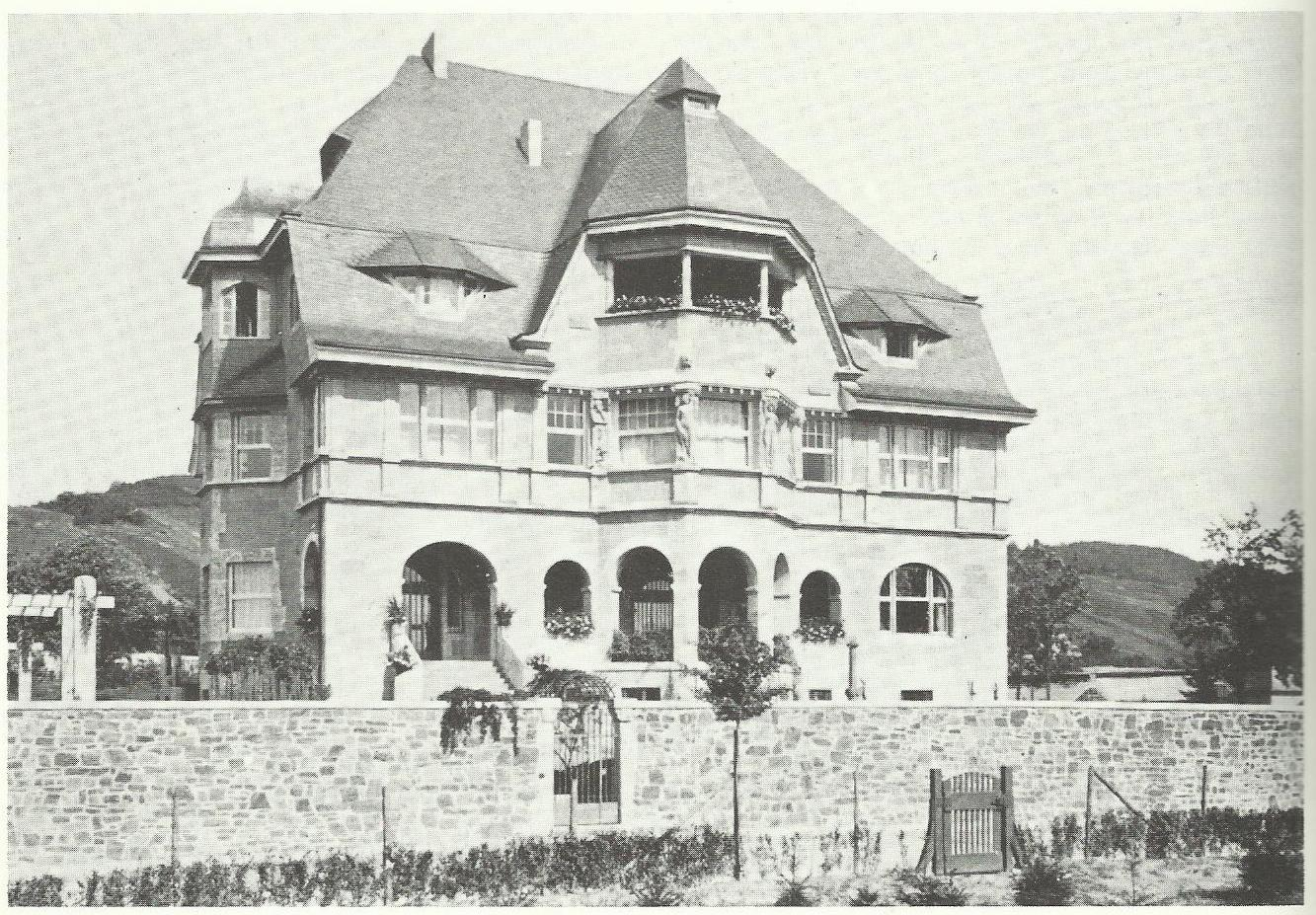
Feuerschlößchen (1908)

Das Feuerschlößchen ist eine Villa in Bad Honnef, einer Stadt im nordrhein-westfälischen Rhein-Sieg-Kreis, die 1905/06 erbaut wurde. Es liegt auf dem Hügel Kirchbeuel an einem zur Reichenberger Höhe nach Osten hin ansteigenden Gelände am Nordrand des Ortsteils Bondorf bzw. am Südrand von Rommersdorf an der Rommersdorfer Straße (Hausnummern 78–82). Das Feuerschlößchen steht als Baudenkmal unter Denkmalschutz.

## Geschichte
Die Villa entstand an Stelle eines barocken Landhauses der Freiherren von Loë und von Bongart, das vermutlich bis auf das 17. oder 18. Jahrhundert zurückgeht und dessen jüngster, dreiflügeliger und zweistöckiger Neubau auf 1806 datiert wird. Es wurde zuletzt ebenfalls Feuerschlößchen genannt und als Gasthof und Hotel mit 24 Fremdenzimmern genutzt, bis das Anwesen im Oktober 1903 von dem Essener Zeitungsverleger Wilhelm Girardet erworben und anschließend für die Errichtung eines Neubaus niedergelegt wurde. Girardet schrieb einen Architektenwettbewerb aus, der mit 6.000 Mark dotiert war. Im Preisgericht saßen neben Girardet unter anderem Karl Henrici, Erarbeiter des städtischen Bebauungsplans, der Verleger Alexander Koch und der Architekt Hermann Muthesius.:49 Die öffentliche Aufmerksamkeit für den Wettbewerb war für ein privates Wohnhaus außerordentlich hoch, rund 900 Architekten ließen sich die Unterlagen zukommen. Das Projekt erfuhr seinerzeit eine Dokumentation in mehreren Fachzeitschriften, darunter dem Baumeister. Aus dem Wettbewerb ging der Berliner Regierungsbaumeister Wilhelm Freiherr von Tettau siegreich mit einem Preisgeld von 2.000 Mark hervor, den zweiten Preis erhielt der finnische Architekt Eliel Saarinen.:49 Die Planungen für das Gebäude wurden mehrfach verändert und dabei um die Hälfte reduziert, wovon zwei frühere Entwürfe von Tettaus zeugen.

„Eine öffentliche Konkurrenz um ein privates Wohnhaus war auch damals eine einzigartige Sensation.“

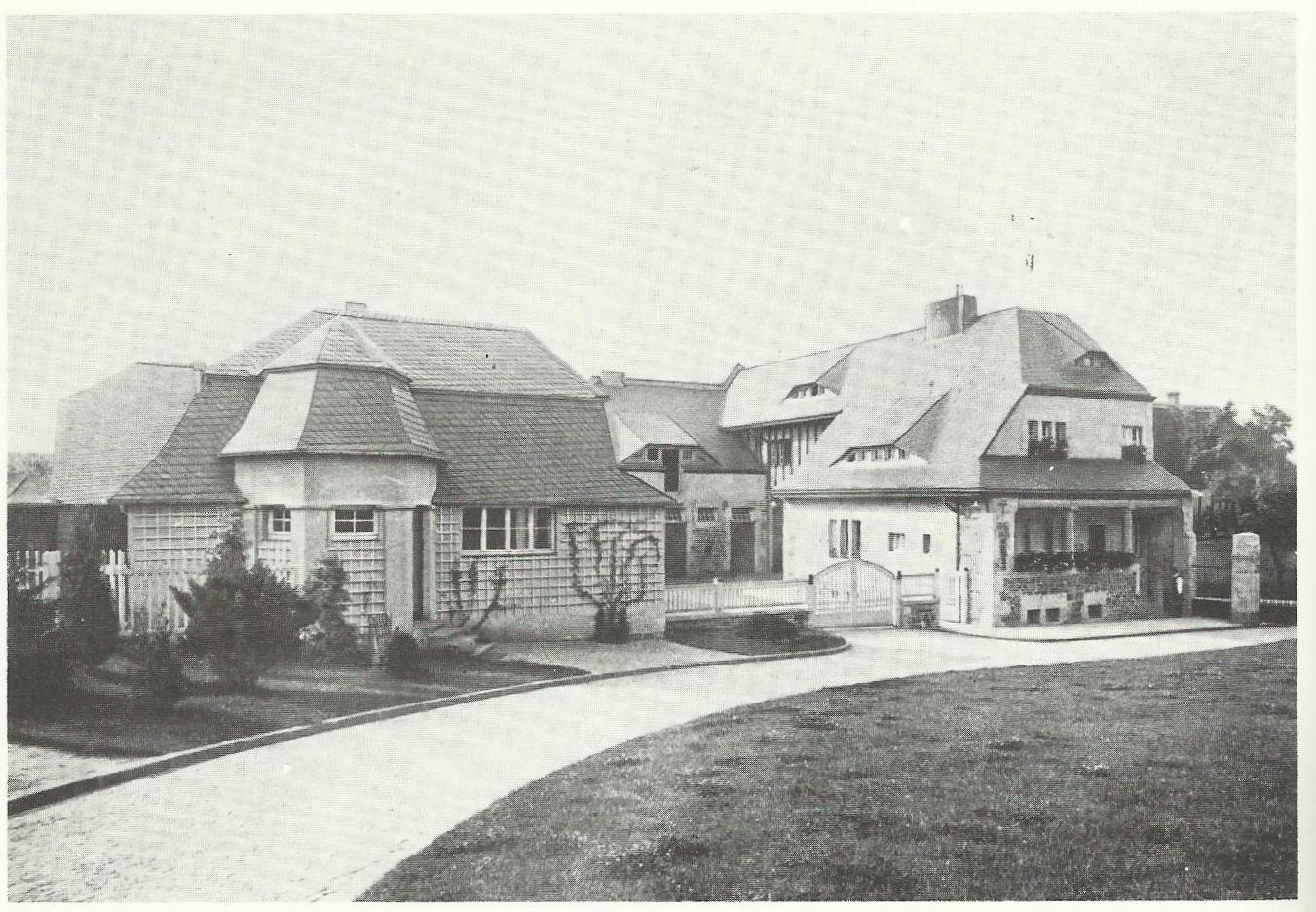
Büro- und Maschinenhaus (1908; abgerissen)

Noch vor Errichtung der Villa wurde, nach einem entsprechenden Bauantrag vom 24. November 1904, das Pförtnerhaus (inkl. Remise mit Stallungen) erbaut. Von Tettau leitete die Bauarbeiten von einem eigens errichteten Bürohaus („Kontorhaus“), an das ein Maschinen- sowie ein Gewächshaus angrenzte (beide später abgerissen). Am 31. Januar 1905 ging auch der Bauantrag für das Hauptgebäude, die sogenannte Villa Girardet, ein. Am 8. Juni 1905 erfolgte die Baugenehmigung, am 26. August war bereits das Pförtnerhaus zur Gebrauchsabnahme bereit. Nach einer verhältnismäßig kurzen Bauzeit von 14 Monaten konnte die Villa mit einer Wohnfläche von 500 m² im Sommer 1906 fertiggestellt werden. Hieran schloss sich die ebenfalls von Tettau entworfene Innenausstattung des Gebäudes an. Bei der Anlage der westlichen Einfriedungsmauer war Karl Henrici beteiligt worden. 1911 wurde an der Nordwestecke eine Pergola angefügt.
Nach dem Tod Wilhelm Girardets im Jahre 1918 stand das Feuerschlößchen leer. In der Zeit des Nationalsozialismus stellte es die Erbengemeinschaft Girardet in Essen als Nachlassverwaltung im Dezember 1933 für eine Nutzung durch die zuvor in Köln-Wahn beheimatete Gauführerschule für den Gau Köln-Aachen bereit. Die feierliche Einweihung der neuen „Gauschulungsburg“ fand nach Durchführung eines Umbaus am 1. Juli 1934 im Beisein von DAF-Leiter Robert Ley und Gauleiter Josef Grohé statt. Im Hauptgebäude des Feuerschlößchens befanden sich nunmehr ein großer Speisesaal, ein Hör- und Lehrsaal für 80 Personen sowie die Wohnräume des Schulleiters; das ehemalige Gärtnerhaus und die Stallungen dienten als Unterkunft der Lehrkräfte und des Personals. 1944 ging das Feuerschlößchen in den Besitz des Westdeutschen Beobachters über. Zum Ende des Zweiten Weltkrieges hin im März 1945 war das Gebäude schwer umkämpft.:67 Nach Kriegsende wurde es Standort eines Gymnasiums für die Offizierssöhne der belgischen Besatzungsmacht, das den Namen Athenée trug. Nach Ende der Besatzungszeit richtete sich hier zeitweise eine Ingenieurschule ein.:67 Anfang der 1950er-Jahre wurde das Feuerschlößchen städtisches Eigentum. In den 1950er-Jahren wurde die Mauer der Villa erneuert und dabei ein in sie integriertes Törchen mit Brunnen entfernt.:69 Das Siebengebirgsgymnasium errichtete 1958/59 auf einem Teil des ursprünglichen Villenparks einen Schulbau und nutzte, nachdem sie zur selben Zeit an eine private Ingenieurschule vermietet worden war, ab 1970 nach einer Sanierung auch die Villa. Später übernahm die Deutsche Stiftung für internationale Entwicklung das Gebäude, bis diese 1996 wieder auszog. 1988 begannen Sanierungsmaßnahmen mit dem Ziel einer Wiederherstellung des Ursprungszustands, die die Eingangshalle und die Haupttreppe und ab 1993 die Außenfassaden betrafen. Bis Frühjahr 1998 wurde das Anwesen bei Kosten von einer Million Mark für eine kulturelle und eine Nutzung durch das Siebengebirgsgymnasium hergerichtet. 1998 wurde die Internationale Fachhochschule für Touristik im Feuerschlößchen gegründet, zog aber bereits 2000 auf einen eigenen Campus am Südrand des Stadtzentrums. Das Pförtnerhaus beheimatet heute den „Stadtjugendring“ (Stand: 2019).
Die Eintragung des Anwesens (inkl. Pförtnerhaus) in die Denkmalliste der Stadt Bad Honnef erfolgte am 25. Juni 1986.

## Architektur

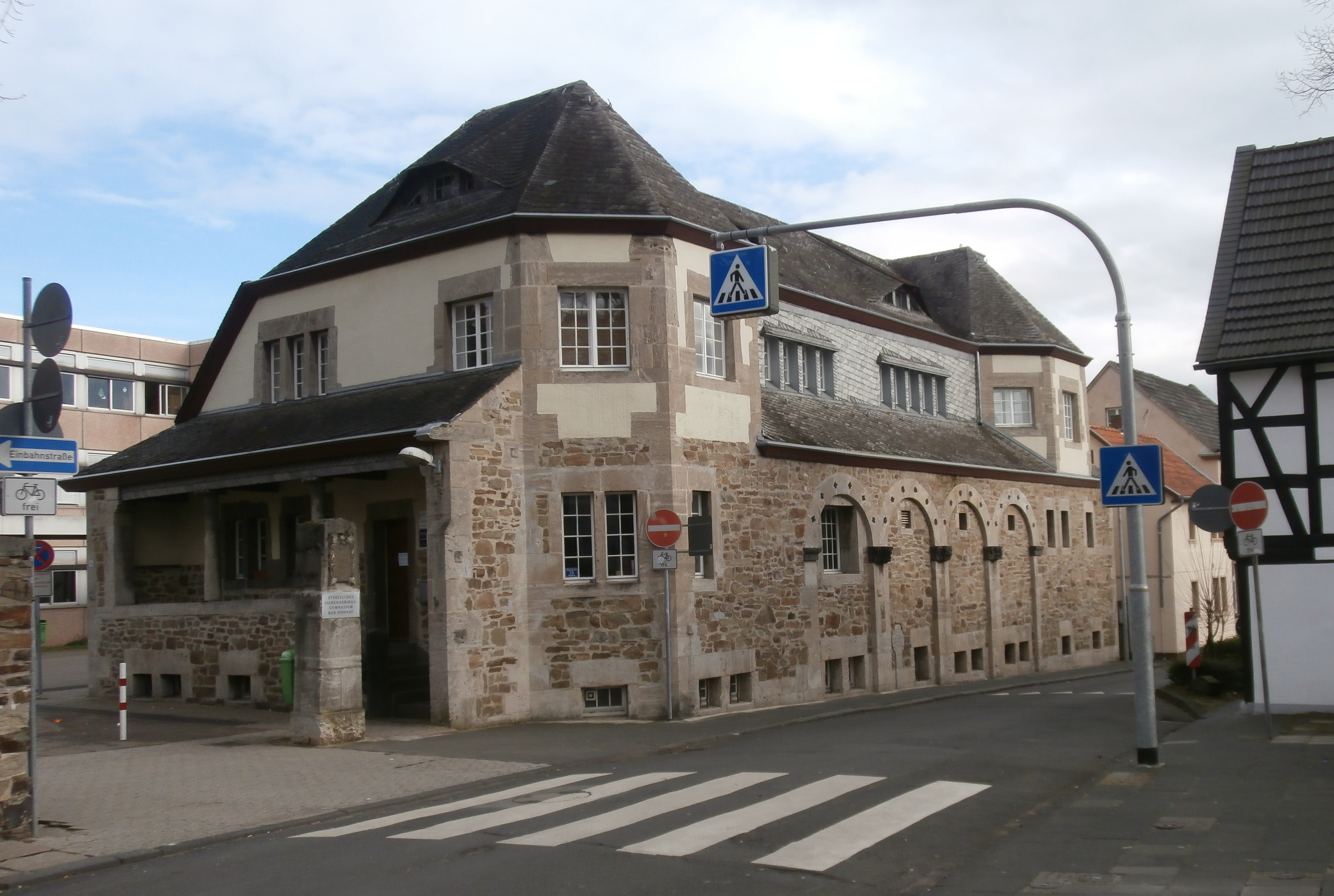
Feuerschlößchen, Pförtnerhaus (2014)

Das Feuerschlößchen enthält Einflüsse der englischen Architekturform des Landhauses, der Darmstädter Künstlerkolonie sowie vermindert des Jugendstils. Die Villa Girardet ist ein dreigeschossiges Gebäude (plus Souterrain) in Naturstein, das reich ist an einer Variation von Erkern, Loggien, Pilastern, Karyatiden und Gesimsen. Die Rheinfront wurde symmetrisch, die Rückfront und die Seitenfronten wurden asymmetrisch gestaltet. Das eineinhalbstöckige Pförtnerhaus der Villa, ein burgähnlich wirkendes Gebäude, besteht im Erdgeschoss der West- und Nordseite (Schauseite) aus Bruch- sowie im Obergeschoss und an der Ostseite aus verputzten Ziegelsteinen. Sein am Eingang befindlicher Vorbau ähnelt einem Wehrgang. Angestrebt wurde eine sowohl malerische als auch (insbesondere an der Rheinfront) monumentale Wirkung des Baukörpers.
In der Außenmauer des Pförtnerhauses ist ein Steinkreuz eingelassen, das an den Tod eines Menschen an dieser Stelle im Jahre 1712 erinnert. Es steht als eigenes Baudenkmal unter Denkmalschutz.

„Noch einsamer unter den Wohnhäusern der Zeit [als das ungewöhnliche Konzept mit seinem gleichmäßig geometrischen Plan und der einseitig sich entwickelnden Höhe] aber steht die Ausführung, in der Malerisches und Harmonisches vollends von der Schroffheit des Volumens und von der Unmittelbarkeit des Materials verdrängt worden sind.“

„Man muß schon genau hinschauen, um auch am Feuerschlößchen in Rommersdorf ein Weinbausymbol im Fassadenschmuck zu erkennen, wie ein ähnliches wahrscheinlich schon am alten Gebäude des Freiherrn von Loe gewesen ist. Es stellt eine Eule mit Weintraube dar.“

## Rezeption
Das Feuerschlößchen hinterließ einige Spuren im Werk anderer Architekten. Das Haus Bernhard (1904/05) im Berliner Grunewald von Hermann Muthesius, der im Preisgericht für das Bauprojekt saß, weist in seiner kompakten Geometrie des Grundrisses und der Erkerformen sowie in der Dominanz von Dach und Giebel deutliche Übereinstimmungen auf. Auch ein 1907/08 in der Bonner Nordstadt nach Plänen des ortsansässigen Architekten Carl Senff erbautes Haus (Heerstraße 48) ist, feststellbar anhand der Gestaltung und Einbindung eines Mittelerkers sowie der Gebäudehöhe, nach dem Vorbild des Feuerschlößchens gestaltet. Einflüsse aus den Wettbewerbsentwürfen zur Villa Girardet lassen sich zudem an Hans Poelzigs Landhaus und Jugendheim Zwirner (1910) in Löwenberg in Schlesien nachweisen, das außer einer vergleichbaren Dimensionierung des Bauwerks einen ähnlichen Übergang von helmartig bedachten Erkern in ein tief herabgezogenes Dach besitzt.:63
Der Komponist Tilo Medek schuf 1981/82 das Klavierwerk Blicke aus dem Feuerschlösschen – Acht Klavierstücke für Jugendliche (Uraufführung am 26. Januar 1983 in Lübeck).:9